# Bou Iblane
Mount Bou Iblan o Jbel Bou Iblane(جبل بويبلان) es una montaña de la región de Fez-Mequinez de Marruecos. Su altitud es de 3,081 m.

## Localización
Se encuentra en el Atlas Medio , cerca del Refugio de Taffert, Provincia de Taunat. Hubo una gran tormenta de nieve en la zona de la montaña en 2009. Esta cumbre es uno de los destinos favoritos para los excursionistas de la región de las Montañas del Atlas.